# Mesonauta
Mesonauta (Gr.: „mesos“ = Mitte + Lat.: „nauta“ = Matrose) ist eine aus sechs beschriebenen und noch mindestens einer unbeschriebenen Art bestehende Gattung der Buntbarsche (Cichlidae). Die Fische leben weitverbreitet in Südamerika östlich der Anden. Das Verbreitungsgebiet reicht vom Orinoko über das Amazonasbecken bis zum mittleren Río Paraguay.

## Merkmale
Mesonauta-Arten werden 19 bis 27 cm lang, Weibchen bleiben geringfügig kleiner. Ihr Körper ist seitlich stark abgeflacht, hochrückig und wenig gestreckt. Die Rückenlinie verläuft eher gerade, die Bauchlinie ist gewölbt. Das Maul ist endständig und spitz. Rücken- und Afterflosse besitzen zahlreiche Hartstrahlen, der weichstrahlige Teil ist ausgezogen. Der erste Strahl der Bauchflossen ist wie bei den Skalaren verlängert. Auffälligstes Zeichnungsmerkmal ist ein dunkles Band, das vom Maulwinkel über die Augen bis zu den hinteren Hartstrahlen der Rückenflosse verläuft und sich teilweise in der Rückenflosse fortsetzt. Eine Querbänderung ist art- und/oder stimmungsabhängig mehr oder weniger sichtbar. Auf der Schwanzwurzel befindet sich ein schwarzes Band.

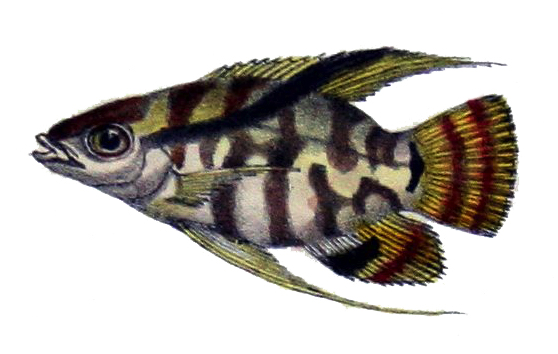
Mesonauta acora

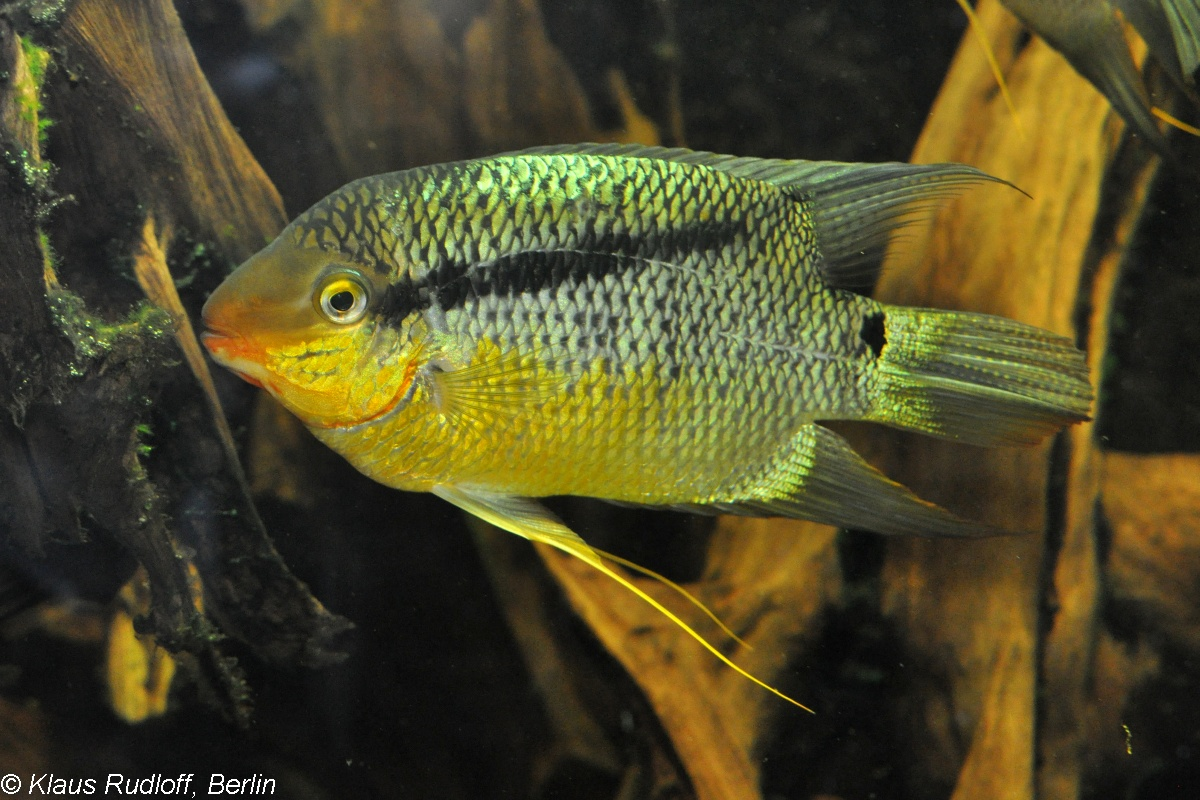
Mesonauta insignis

## Lebensweise
Mesonauta-Arten leben in kleinen Gruppen. Sie ernähren sich vor allem von Pflanzen, nehmen aber auch tierische Nahrung zu sich. Sie sind Offenbrüter und legen ihre Eier meist auf einem Pflanzenblatt ab. Die Jungfische schlüpfen nach zwei bis drei Tagen, werden dann nahe der Wasseroberfläche an Pflanzen aufgehängt, und schwimmen nach weiteren vier bis fünf Tagen frei. Beide Eltern bewachen und führen die Jungen.

## Äußere Systematik
Mesonauta gehört innerhalb der Neuweltbuntbarsche (Cichlinae) zum Tribus Heroini und dort zusammen mit den Diskusfischen (Symphysodon), Heros und Uaru zu einer Klade hochrückiger Buntbarsche

## Arten
Zur Gattung gehören vier beschrieben und zwei unbeschrieben Arten:
- Mesonauta acora (Castelnau, 1855); Rio Tocantins, Rio Araguaia und Rio Xingu.
- Flaggenbuntbarsch (Mesonauta festivus Heckel, 1840); Rio Guaporé.
- Mesonauta insignis (Heckel, 1840); kolumbianischer Abschnitt des Rio Negro und Orinoco.
- Mesonauta mirificus Kullander & Silfvergrip, 1991; Amazonas, Suriname, Rio Takutu, Rio Branco, Oyapock, Rio Tapajós und Rio Xingu.
- Mesonauta sp. “Amapá”; Amapá.
- Mesonauta sp. “Pantanal”; Río Paraguay.